# قائمة الأقزام البيضاء
القزم الأبيض هو عبارة عن بقايا نجمية متراصة تتألف من المواد الإلكترونية المتحللة والقزم الأبيض كثيف جدا: كتلته هي مماثلة للشمس، في حين أن حجمه مماثل للأرض. ويصدر اللمعان الخافت للقزم الأبيض من انبعاث الطاقة الحرارية المخزنة. لا يحدث انصهار في القزم الأبيض حيث يتم تحويل الكتلة إلى طاقة.
أقرب قزم أبيض معروف هو الشعرى اليمانية بي، على بعد 8.6 سنة ضوئية، وأول قزم ابيض يعثر علية في نظام نجم ثنائي. ويعتقد حاليا أن هناك ثمانية أقزام بيضاء بين النظم النجمية المائة الأقرب للشمس.
وهذه قائمة أقزام بيضاء استثنائية ومميزة .

## الأولى
هذه الأقزام البيضاء الأولى المكتشفة التي تتناسب مع هذا الوضع الإستثنائي
| عنوان                                     | النجم              | تاريخ | بيانات                  | تعليقات                                              | ملاحظات | مرجع        |  |
| ----------------------------------------- | ------------------ | ----- | ----------------------- | ---------------------------------------------------- | ------- | ----------- |  |
| الأول في الأكتشاف                         | الشعرى اليمانية بي | 1852  |                         | هو أيضا أقرب قزم أبيض (اعتبارا من عام 2005)          |         | [ 3 ] [ 4 ] |  |
| أول قزم ابيض يعثر علية في نظام نجمة ثنائي | الشعرى اليمانية بي | 1852  | نظام الشعرى اليمانية    |                                                      |         | [ 3 ] [ 4 ] |  |
| أول نظام قزم أبيض مزدوج                   | LDS 275            | 1944  | نظام L 462-56           |                                                      |         | [ 5 ]       |  |
| أول قزم أبيض منعزل                        |                    |       |                         |                                                      |         |             |  |
| أول قزم أبيض في نظام كوكبي                |                    |       |                         |                                                      |         |             |  |
| أول قزم أبيض مع كوكب                      | WD B1620-26        | 2003  | PSR B1620-26 b (planet) | هذا الكوكب هو كوكب حول نجم ثنائي PSR B1620-26 system |         | [ 6 ] [ 7 ] |  |
| أول قزم أبيض مع كوكب مدار                 |                    |       |                         | لم يتم العثور على كوكب يدور فقط حول قزم أبيض         |         | [ 8 ]       |  |
| أول قزم أبيض نباض                         | AR Scorpii A       | 2016  |                         | النجم في نظام ثنائي مع قزم أبيض                      |         | [ 9 ]       |  |

## استثنائية
هذه هي الأقزام البيضاء المعروفة حاليا التي تتناسب مع هذا الوضع
| عنوان                 | النجم                  | تاريخ | بيانات                             | تعليقات                                                             | ملاحظات             | مرجع                 |  |
| --------------------- | ---------------------- | ----- | ---------------------------------- | ------------------------------------------------------------------- | ------------------- | -------------------- |  |
| الأقرب                | الشعرى اليمانية بي     | 1852  | 8.6 ly (2.6 فخ)                    | الشعرى اليمانية بي هو أيضا أول قزم أبيض يكتشف.                      | طالع أيضًا: § الأقرب | [ 3 ] [ 4 ]          |  |
| الأبعد                | SN UDS10Wil progenitor | 2013  | انزياح أحمر=1.914                  | SN UDS10Wil هو مستعر أعظم من النوع Ia كان سلفه قزم أبيض             |                     | [ 10 ] [ 11 ] [ 12 ] |  |
| أعلى درجة حرارة السطح | RX J0439.8−6809        | 2015  | 250,000 ك (250,000 °م؛ 450,000 °ف) | يقع هذا النجم في هالة مجرة درب التبانة، في مجال سحابة ماجلان الكبرى |                     | [ 13 ] [ 14 ]        |  |
| أدنى درجة حرارة سطح   | PSR J2222-0137B        | 2014  | 3,000 K (2,700 C°, 4,892 F°)       |                                                                     |                     | [ 15 ]               |  |

## الأقرب
| النجم              | البعد              | تعليقات                                          | ملاحظات | مراجع                     |  |
| ------------------ | ------------------ | ------------------------------------------------ | ------- | ------------------------- |  |
| الشعرى اليمانية بي | 8.58 ly (2.63 فخ)  | الأول في الأكتشاف وجزء من نظام الشعرى اليمانية . |         | [ 3 ] [ 4 ] [ 16 ] [ 17 ] |  |
| الشعرى الشامية بي  | 11.43 ly (3.50 فخ) | جزء من نظام الشعرى الشامية                       |         | [ 16 ] [ 17 ]             |  |
| نجم فان مانن       | 14.04 ly (4.30 فخ) |                                                  |         | [ 16 ] [ 17 ]             |  |
| GJ 440             | 15.09 ly (4.63 فخ) |                                                  |         | [ 16 ]                    |  |
| النهر 40 بي        | 16.25 ly (4.98 فخ) | جزء من نظام القيض                                |         | [ 16 ] [ 17 ]             |  |
| Stein 2051 B       | 18.06 ly (5.54 فخ) | جزء من نظام Stein 2051                           |         | [ 16 ] [ 17 ]             |  |
| LP 44-113          | 20.0 ly (6.1 فخ)   |                                                  |         | [ 17 ]                    |  |
| G 99-44            | 20.9 ly (6.4 فخ)   |                                                  |         | [ 17 ]                    |  |
| L 97-12            | 25.8 ly (7.9 فخ)   |                                                  |         | [ 17 ]                    |  |
| الذئب 489          | 26.7 ly (8.2 فخ)   |                                                  |         | [ 17 ]                    |  |

|                    | هذه القائمة غير مكتملة. فضلاً ساهم في تطويرها بإضافة مزيد من المعلومات ولا تنسَ الاستشهاد بمصادر موثوق بها. |                 |                                               |         |             |  |
| النجم              | تاريخ | البعد           | تعليقات                                       | ملاحظات | مراجع       |  |
| الشعرى اليمانية بي | 1852— | 8.6 ly (2.6 فخ) | الشعرى اليمانية بي هو أيضا أول قزم أبيض يكتشف |         | [ 3 ] [ 4 ] |  |